# Grand Theft Auto: London 1969
Grand Theft Auto Mission Pack #1: London, 1969 (зазвичай згадується як Grand Theft Auto: London 1969, скор. GTA: London '69) — комп'ютерна гра у жанрі пригодницького бойовика з відкритим світом, розроблена Rockstar Canada та випущена на ПК (під операційні системи Windows і MS-DOS) та консолі PlayStation, навесні 1999 року. Портуванням на консоль займалася студія Runecraft.

## Опис

Скриншот із гри. Гравець їде на машині через район Камберуелл в південному Лондоні

GTA: London 1969 є другою грою в серії Grand Theft Auto і першим доповненням для гри Grand Theft Auto, 1997 року. Вона пропонує 32 абсолютно нові місії, а також загалом 30 нових автомобілів відповідного часового періоду. Гра дуже схожа на оригінальну Grand Theft Auto, тому що використовує той самий ігровий рушій, а місії, заставки та ігрові сесії представлені в тому самому вигляді, що і в початковій грі. Для гри в GTA: London 1969 на PlayStation необхідна наявність диска з оригінальною GTA, на ПК також потрібна встановлена оригінальна гра.
Дія гри відбувається в Лондоні 1969 року. Гравцеві знову доведеться виконувати різні місії в ролі злочинця, піднімаючись кар'єрними сходами організованої злочинності. Часовий сетинг дозволив розробникам додати в гру безліч відсилань до культури 60-х років, включно із зовнішністю персонажа, що нагадує Джеймса Бонда, та використанням характерного жаргону. У діалогах GTA: London 1969 можна зустріти такі фрази, що запам'яталися, як «Oi, stop right there!», «You're nicked!» і «You're brown bread!». І зрозуміло, у грі дотримується лівосторонній рух, прийнятий у Великій Британії.

## Музика
Компакт-диск з грою Grand Theft Auto: London 1969 також виступає в якості Audio CD з саундтреком. Під звуковою доріжкою № 1 виступають дані гри, щоб відтворити музику, користувачеві потрібно перемкнути на доріжку № 2.

### Радіостанції
|  | Bush Sounds На радіостанції грають дві реггі-композиції групи The Upsetters, випущені синглом на стороні «А» і «Б». Список композицій: - The Upsetters — Return of Django - The Upsetters — Dollar in the Teeth (1969) Groovy Baby Список композицій: - П'єро Уміліані і Джанфранко Ревербері — Le Malizie Di Venere — Seq. 3» (1969) Heavy Heavy Monster Sounds Регі-орієнтована радіостанція, де звучать композиції двох різних груп. Список композицій: - Harry J. All Stars — The Liquidator (1969) - Symarip — Skinhead Moonstomp (1970) Blow Up Radio Список композицій: - Ріц Ортолані — Beat Fuga Shake (1967) Kaleidoscope Список композицій: - Франческо Де Мазі і Алессандро Алессандроні — Hot Camera Shake (1967). - Франческо Де Мазі та Алессандро Алессандроні - L'Uomo Che Saprà (1967) Out On Beat Список композицій: - Ріц Ортолані — Latin Quarter (1969) Primary Performance Трек № 1 взятий із саундтреку італійського фільму «Одна на інший»; № 2 з «Тереза — злодійка». Список композицій: - Ріц Ортолані — The Roaring Twenties (1969) - Ріц Ортолані — Teresa L'Illusa (1973) | Radio Endora Всі композиції взяті із саундтреку до італійсько-французького фільму «Записна книжка Тіффані». Список композицій: - Ріц Ортолані — «Tiffany Sequence M. 8» (1967) - Ріц Ортолані — Tiffany Sequence M. 22 (1967) Westminster Wireless Список композицій: Всі композиції взяті із саундтреку до італійсько-німецького фільму «Венера у хутрі» . - П'єро Уміліані і Джанфранко Ревербері — «Le Malizie Di Venere — Seq. 3» (1969) - П'єро Уміліані та Джанфранко Ревербері — Le Malizie Di Venere — Seq. 4 (1969) - П'єро Уміліані та Джанфранко Ревербері — Le Malizie Di Venere — Seq. 6 (1969) Day of Hell Список композицій: - Rockstar Games Автори: Кріс Сірс, Джим Бровскі, доктор Гіло Аллен, Дункан «limpdick» Скотт. — Saturday Nite at Dirty McNasty's (1999) - Rockstar Games — Book 'Em (Murder One) (1999) Classical FM Список композицій: - Rockstar Games Автори: Чарлі Кларк, JL, Сара Дейлі, Пол Пауелл. — «GTA Pomp» (1999) Groovy Beats Список композицій: - Rockstar Games— «Spy Theme» (1999) Funktastic Список композицій: - Rockstar Games— Austin Allegro Drag Race (1999) |

## Оцінки та відгуки
| Агрегатор    | Оцінка | Оцінка |
| Агрегатор    | PC     | PS     |
| ------------ | ------ | ------ |
| GameRankings | 75,44% | 69,00% |

| Видання                   | Оцінка | Оцінка |
| Видання                   | PC     | PS     |
| ------------------------- | ------ | ------ |
| AllGame                   | [ 4 ]  |        |
| Electronic Gaming Monthly | 65%    |        |
| Eurogamer                 | 9/10   |        |
| GameSpot                  | 5,9/10 | 5,9/10 |
| IGN                       | 7,8/10 | 7,5/10 |

### Критика та відгуки
Після виходу Grand Theft Auto: London 1969 отримала змішані відгуки критиків. На сайті GameRankings, який показує середній рейтинг гри у вигляді відсоткового відношення до 100, розрахував оцінку версії для Microsoft Windows в районі 75 %, ґрунтуючись на дев'яти оглядах, в той час як портована версія доповнення для PlayStation набрала 69 % на основі одинадцяти оглядів.
В основному доповнення розглядали як щось, що вносить незначні поліпшення до оригінальної гри Grand Theft Auto. Джефф Герстманн з GameSpot відзначив, що грі «все ще вдається бути досить веселою», але дійшов висновку, що «насправді їй не до снаги змагатися з трьома оригінальними містами GTA». Рон Дулін, також із GameSpot, виявив, що GTA: London 1969 має не так вже й багато нового, окрім суто косметичних змін, проте всі ігрові проблеми з основної гри залишилися. Він піддав критиці відсутність розвитку гри, посилаючись на «погане управління, розчарування в дизайні місій і посередню графіку». Рецензент з Eurogamer підтвердив, сказавши, що «як і оригінальна гра, вона має не дуже гарний вигляд. Графіка має високий ступінь пікселізації, а скролінг зображення не плавний і не найприємніший для очей». У більш позитивному огляді Джея Бер з IGN наголосив, що GTA: London 1969 має 36 нових місій, 30 нових автомобілів і найголовніше, необмежені можливості для вчинення кримінальних дій, хоча і визнав, що ігровий процес з відкритим світом насправді не змушує вас робити щось інше порівняно з оригінальною GTA.
На відміну від аспектів управління та візуальної складової, звук у грі отримав загальні позитивні відгуки. Дуг Перрі з IGN, визнав «найпривабливішим у GTA: London, це її точно передана ретро-музика 60-х років». Джея Бер погодився, заявивши, що «саундтрек створює приголомшливу лондонську атмосферу», а в огляді Eurogamer було сказано, що «чудова музика» — це те, що «додає грі плюсів».

### Продажі
Версія Grand Theft Auto: London 1969 для PlayStation стала бестселером у Великій Британії. За даними сайту VG Chartz, на 1 квітня 2017 року, було продано 110 тис. копій гри для PlayStation.

### Нагороди
| 1999 | 2nd BAFTA Interactive Entertainment Awards | Кращій звук | GTA: London 1969 | Перемога | [ 13 ] |